# RŽD-Baureihe ЭС1
RŽD-Baureihe ЭС1 und ЭС2Г „Lastotschka“ (russisch ласточка; dt.: Schwalbe) bezeichnet einen fünfteiligen Elektrotriebwagenzug der Russischen Staatsbahnen (RŽD) aus dem von Siemens Rail Systems entwickelten Fahrzeugkonzept Desiro Mainline. Die Fertigung der Triebzüge hatte im April 2011 begonnen. Seit Ende Januar 2013 werden die ersten Züge im Regionalverkehr im Raum St. Petersburg eingesetzt und ab Herbst 2013 sollen weitere Züge im Großraum Sotschi in den Fahrgastbetrieb gehen. Außerdem werden diese seit 2016 auf der von RŽD betriebenen Metro-Linie 14 Moskaus eingesetzt.

## Hersteller
Der Hersteller ist Siemens Rail Systems, ein Geschäftsbereich der Siemens AG. Die Produktion der ersten 38 Züge findet in dessen Werk in Krefeld-Uerdingen statt. Weitere 16 Züge sollen in Teilen zunehmend vor Ort im Werk von Uralskije lokomotiwy nahe Jekaterinburg in Russland gefertigt werden. Für diese insgesamt 54 Züge wird ebenfalls die Instandhaltung über einen Zeitraum von 40 Jahren vom Hersteller übernommen, wofür Depots in Adler bei Sotschi und in Moskau genutzt werden. Die Fahrwerke werden am Siemens-Standort Graz gefertigt.

### Auftragsvergabe
Im Januar 2010 bestellten die Russischen Staatsbahnen (RŽD) 54 fünfteilige Züge, die im Rahmen der Olympischen Winterspiele 2014 in Sotschi zum Einsatz auf russischer Breitspur kamen. 38 Züge wurden direkt beauftragt. Sie werden seit April 2011 am Siemens-Standort in Krefeld-Uerdingen gefertigt. Der Auftrag über 16 weitere Züge wurde im September 2010 auf der InnoTrans unterzeichnet. Diese Stückzahl wird zunehmend in Russland produziert. Der Auftragswert aller 54 Triebzüge liegt bei 580 Millionen Euro.
Anfang September 2011 wurde ein Vertrag für weitere 240 fünfteilige Triebzüge, für die bereits im Juni 2011 ein Vorvertrag gemacht wurde, unterzeichnet. Dafür hat Siemens zuvor das Gemeinschaftsunternehmen Train Technologies zusammen mit der russischen Sinara Group gegründet. Ab 2013 sollen die Züge in Fertigung gehen.

## Auslieferung und Inbetriebnahme
Am 16. Februar 2012 begann die Auslieferung des ersten fünfteiligen Zuges an den Kunden mit der Verladung auf ein Binnenschiff im Rheinhafen Krefeld. Der Zug kam am 4. März 2012 im russischen Fährhafen Ust-Luga an. Bis 2013 werden, aufgrund des großen Lichtraumprofils, das keine Transporte auf Schiene oder Straße in Deutschland zulässt, alle weiteren Transporte der in Krefeld gefertigten Züge so erfolgen, dass man zunächst die fünf Einzelwagen auf Tieflader verlädt, um sie vom Herstellerwerk in Krefeld-Uerdingen zum Rheinhafen Krefeld zu bringen. Hier erfolgt die Verladung auf ein Binnenschiff, das über den Rhein und den Amsterdam-Rhein-Kanal nach Amsterdam fährt, wo die Einzelwagen auf ein Küstenmotorschiff umgeladen werden. Mit diesem geht der Transport weiter durch den Nord-Ostsee-Kanal zum Fährhafen Sassnitz an der Ostsee, dem einzigen westeuropäischen Fährhafen mit russischer Breitspur. Dort werden die fünf Einzelwagen zu einem Zugverband gekuppelt und von einer Lokomotive auf die Eisenbahnfähre Petersburg geschoben.
Nach Ankunft der Fähre im russischen Fährhafen Ust-Luga werden die Züge zur Inbetriebsetzung in das für den Hochgeschwindigkeitszug Sapsan errichtete Instandhaltungswerk Metallostroy, südöstlich von Sankt Petersburg, gebracht. Von hier beginnen Zulassungs- und Testfahrten, unter anderem auch zur Teststrecke des Allrussischen Forschungsinstitutes für Schienenverkehr in Schtscherbinka. Der zweite Zug wurde am 30. Mai 2012 zu einer Präsentationsfahrt der RZD in Sotschi verwendet.
Am 17. Dezember 2012 erhielt die Baureihe ЭС1L von der russischen Zulassungsbehörde Register zur Zertifizierung im föderalen Eisenbahnverkehr (RS FžT) die Zulassung in Russland und am 23. Januar 2013 fand die Jungfernfahrt von Sankt Petersburg nach Nowgorod statt.

## Einsatz
Der Ersteinsatz ab Ende Januar 2013 erfolgt im Großraum St. Petersburg im Regionalverkehr auf der Strecke Richtung Moskau bis zur Zwischenstation Tschudowo, wo sich die Linien nach Nowgorod und Bologoje (Gebiet Twer) aufteilen. Später ist der weitere Einsatz im Raum Kasan und Sotschi vorgesehen. Auf der Strecke Tuapse–Adler werden bis dahin alle Bahnsteige für den Betrieb mit der neuen Baureihe umgebaut. Um Sotschi herum müssen die Fahrzeuge eine Neigung von 40 Promille zu den Austragungsorten der Olympischen Winterspiele 2014 überwinden können.
Da auch Einsätze außerhalb Sotschis geplant sind, werden die Züge für den Betrieb im Temperaturbereich von −40 °C bis +40 °C ausgerüstet. Zwei Wagen wurden dazu in der Klimakammer in Wien Floridsdorf bei Temperaturen von −40 °C bis +45 °C getestet.
2018 waren die Züge der Baureihe ЭС2Г im Bäderverkehr zwischen Kaliningrad (deutsch Königsberg) und Selenogradsk (deutsch Cranz) sowie Swetlogorsk (deutsch Rauschen) im Einsatz.

### Ansichten des maßstäblich gefertigtes Modells in Moskau 2010

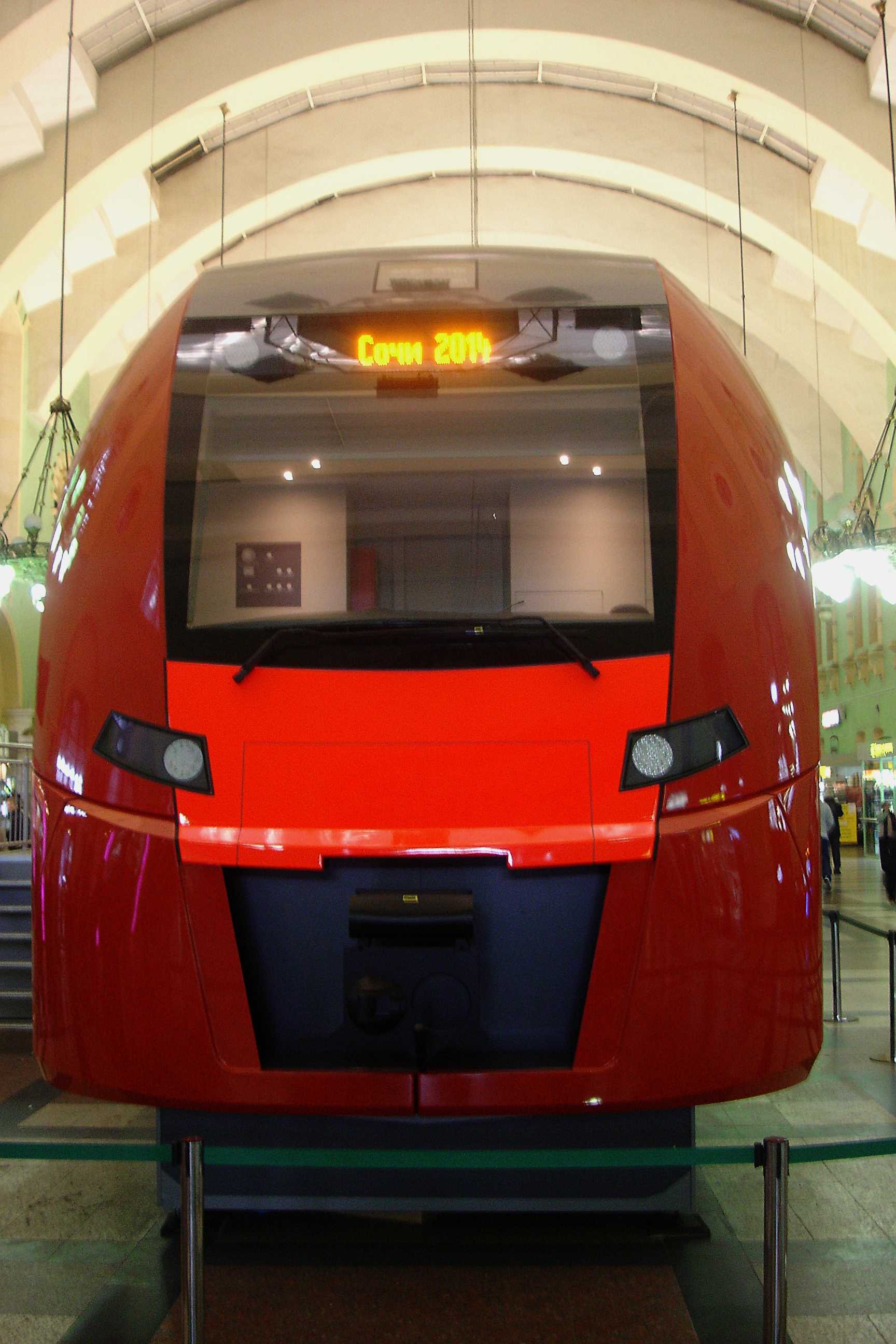
Triebkopf
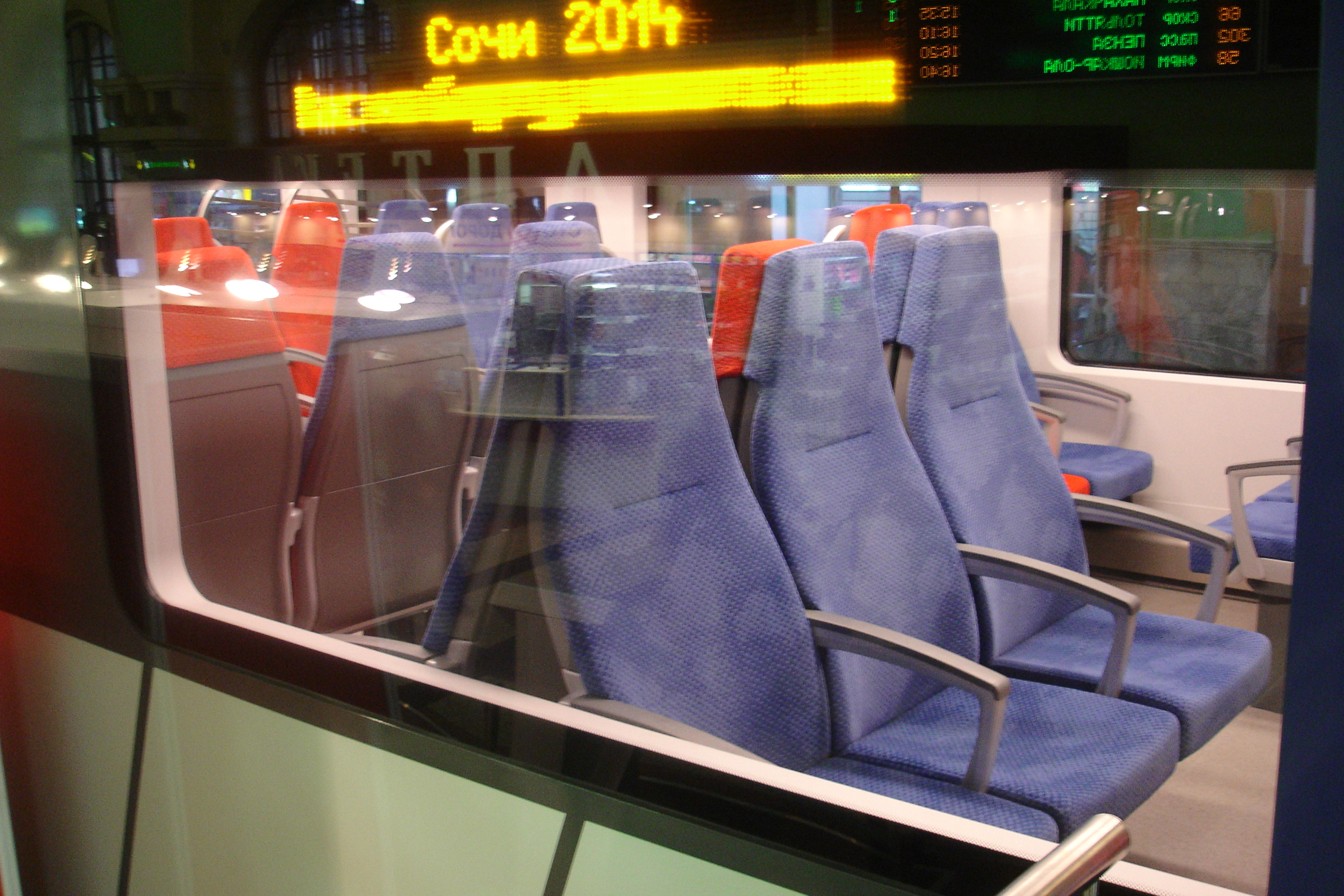
Blick in den Innenraum
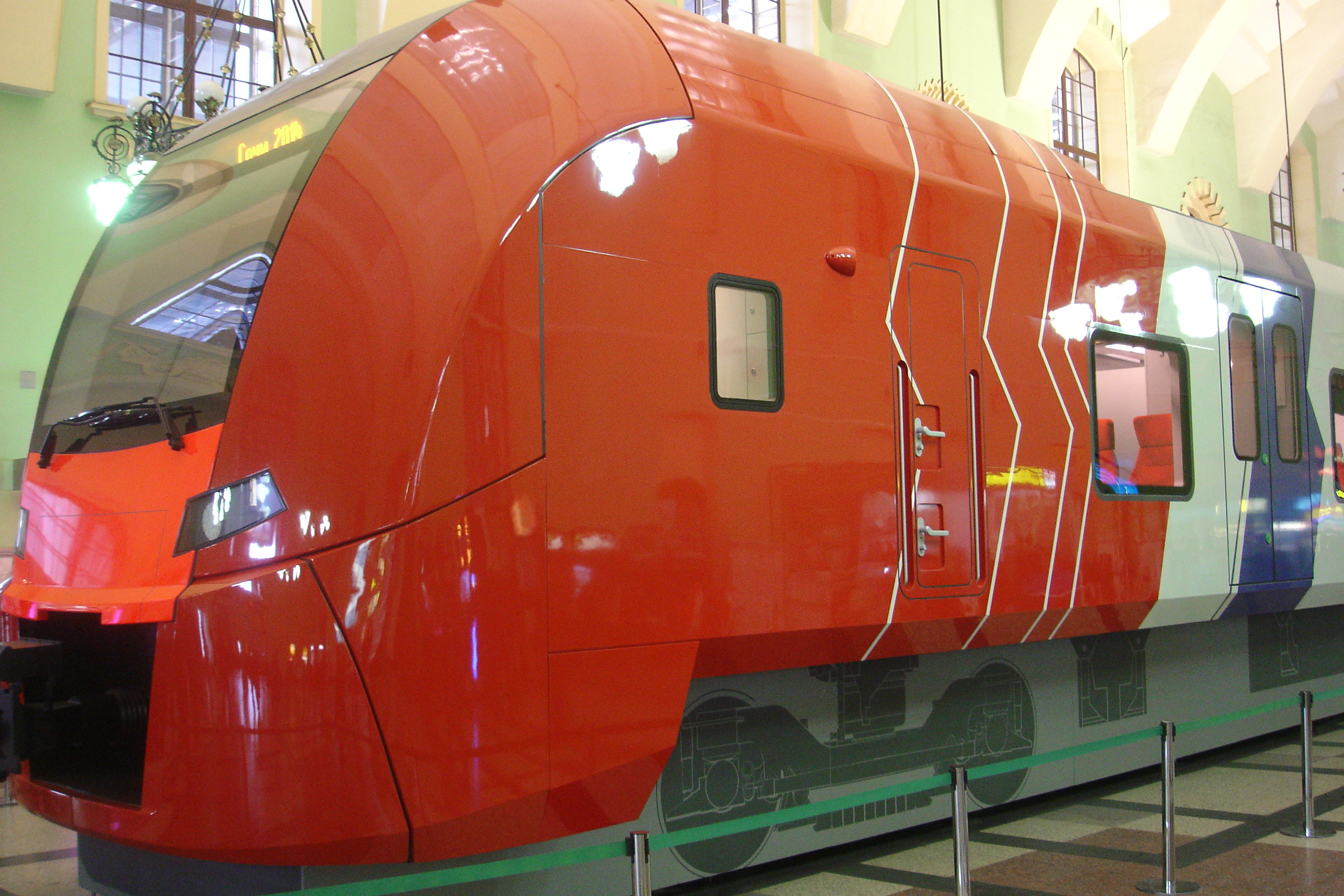
Triebkopf
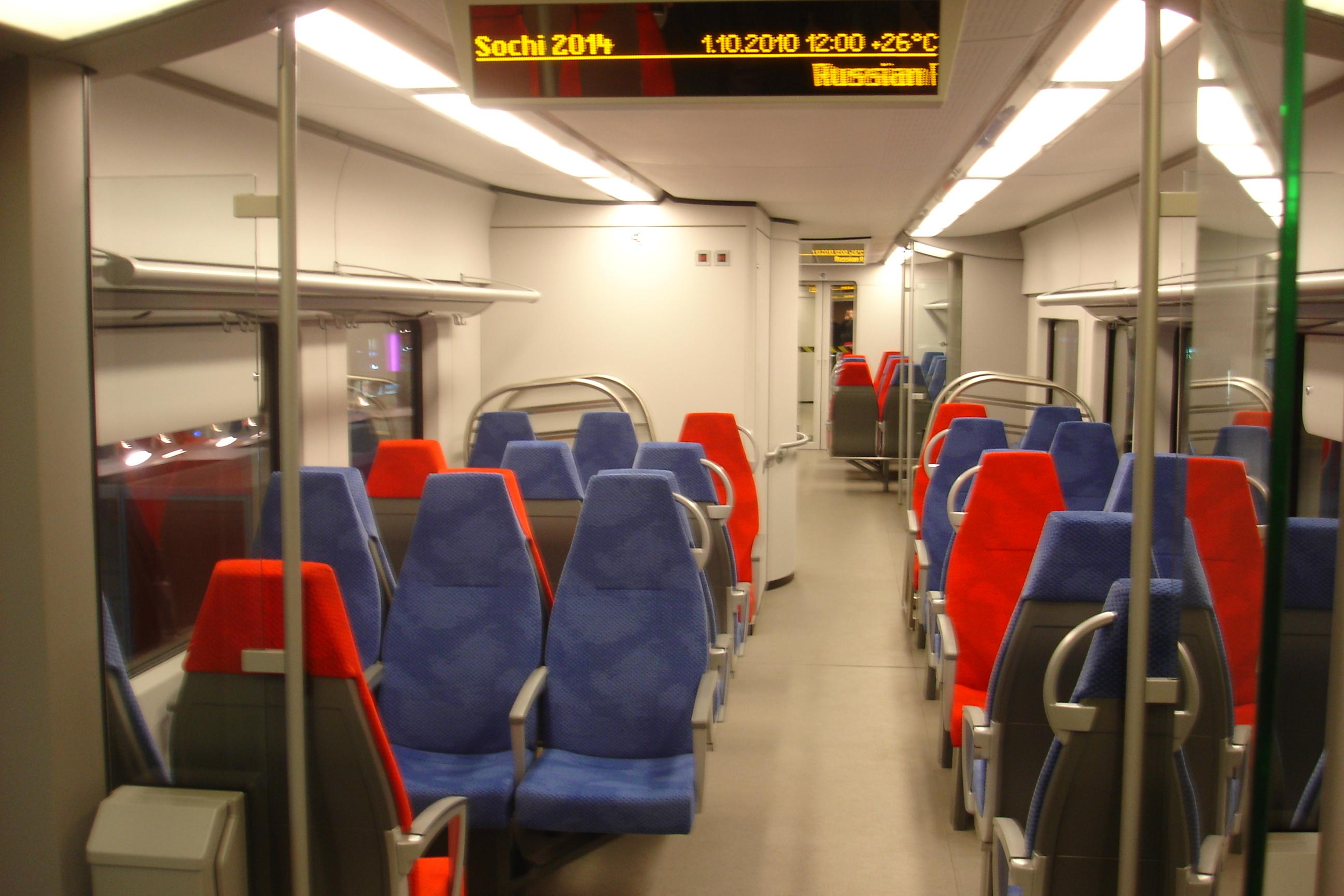
Sitzplatzanordnung
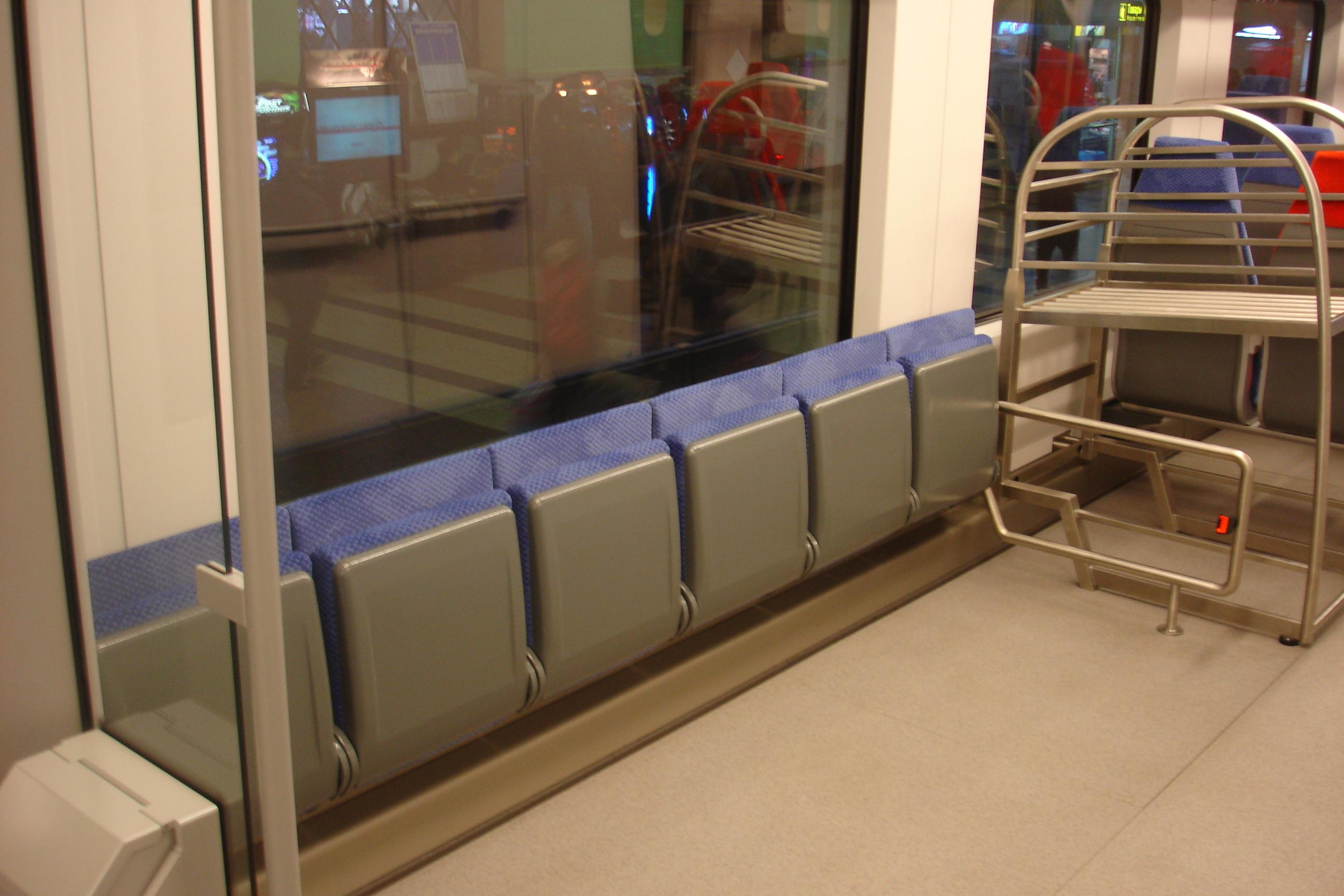
Mehrzweckbereich

## Lastotschka von russischen Herstellern

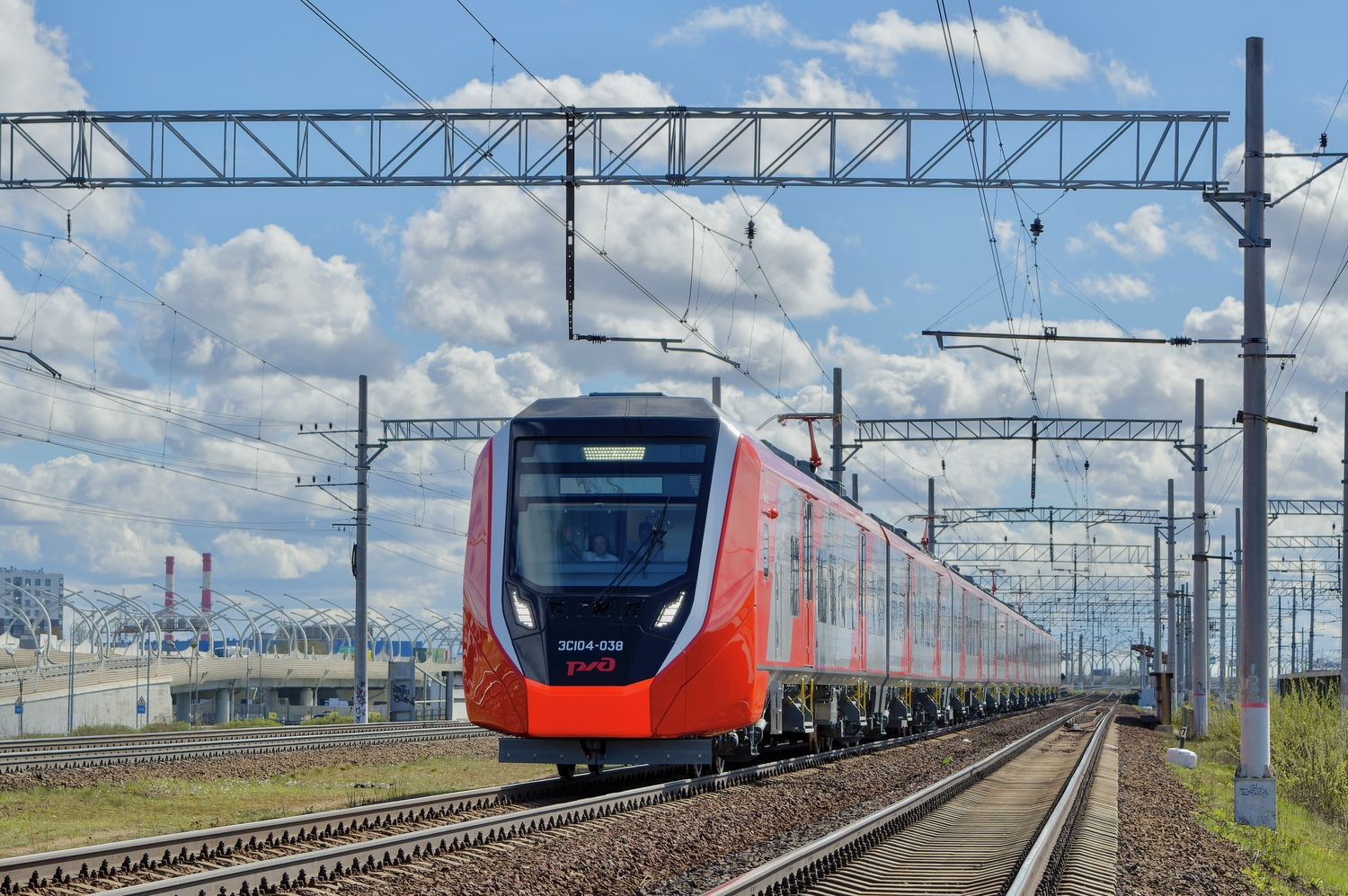
Die ЭС104 Lastotschka werden ohne Beteiligung von Siemens gebaut

Aufgrund der westlichen Wirtschaftssanktionen fertigte Uralskije lokomotiwy ab 2022 weitere Triebzüge ohne Unterstützung von Siemens. Die ersten vier Züge des Typs ЭС104 mit anderer Frontgestaltung wurden 2023 ausgeliefert.